# Карлссон, Йеспер
Карл Йе́спер Ка́рлссон (швед. Karl Jesper Karlsson; 25 июля 1998 года, Фалькенберг) — шведский футболист, играющий на позиции нападающего за клуб «Болонья» и сборную Швеции. Выступает на правах аренды за клуб «Лечче».

## Клубная карьера
Карлссон является воспитанником «Фалькенберга». В ноябре 2015 года подписал с клубом первый профессиональный контракт сроком на три года. 3 апреля дебютировал за «Фалькенберг» в шведском чемпионате в поединке против «Гётеборг», выйдя на замену на 79-й минуте вместо Аксели Пелваса. 2 декабря 2016 года подписал контракст с «Эльфсборгом». Сумма трансфера составила 450 тыс. евро. 16 апреля 2017 года дебютировал за новый клуб в поединке против «Юргордена», выйдя на замену на 78-й минуте вместо Даниэль Густавссона.
23 августа 2023 года перешёл в итальянский клуб «Болонья».

## Карьера в сборной
Игрок юношеских сборных Швеции. Принимал участие в чемпионате Европы 2017 года среди юношей до 19 лет, однако вместе с командой не смог выйти из группы. На турнире сыграл три встречи, забил 1 мяч.